# Mary Welsh Hemingway
Mary Welsh Hemingway (născută Welsh; n. 5 aprilie 1908, Walker⁠(d), Minnesota, SUA – d. 26 noiembrie 1986, New York City, New York, SUA) a fost o jurnalistă și scriitoare americană, care a devenit cunoscută mai ales ca a patra soție și văduva scriitorului Ernest Hemingway.

## Tinerețea
S-a născut pe 5 aprilie 1908 în orășelul Walker din statul american Minnesota, ca fiică a unui tăietor de lemne. În 1938 s-a căsătorit cu Lawrence Miller Cook, un student la teatru din Ohio. Căsnicia lor a fost scurtă, iar cei doi soți s-au despărțit curând. După despărțire, Mary s-a mutat la Chicago și a început să lucreze la ziarul Chicago Daily News, unde l-a cunoscut pe Will Lang Jr.. Cei doi s-au împrietenit și au lucrat împreună în mai multe misiuni jurnalistice. O schimbare în cariera ei a avut loc în timpul unei vacanțe la Londra, când Mary a obținut un nou loc de muncă la ziarul londonez Daily Express. Această poziție i-a permis în curând să obțină misiuni jurnalistice la Paris în anii premergători celui de-al Doilea Război Mondial.

## Jurnalistă în Al Doilea Război Mondial
În anul 1939 a devenit corespondent de război în Franța, cu gradul asimilat de căpitan în cadrul Royal Air Force, transmițând reportaje până la căderea Franței. În vara anului 1940, după ocuparea Franței de către Germania Nazistă, Mary Welsh s-a întors la Londra, unde a scris articole informative despre evoluția războiului. Ea a participat, de asemenea, la conferințele de presă ale lui Winston Churchill și a transmis declarațiile prim-ministrului britanic pentru ziarul la care lucra.
Ea s-a căsătorit în timpul războiului cu jurnalistul australian Noël Monks, care a devenit cel de-al doilea soț al ei.

## Căsătoria cu Ernest Hemingway

### Începutul relației

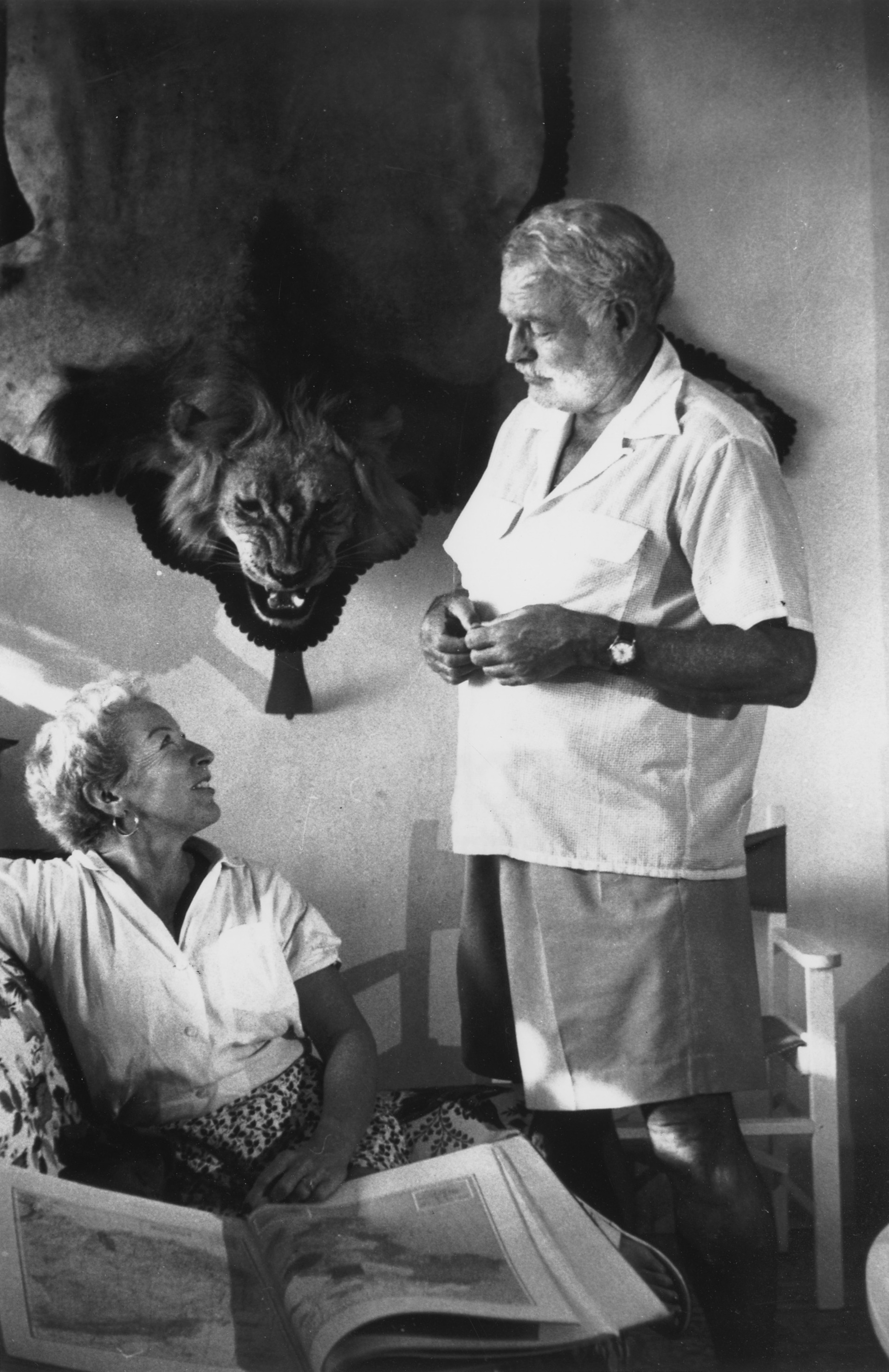
Mary și Ernest Hemingway în Cuba

La sfârșitul lunii mai 1944 Mary Welsh l-a întâlnit pe scriitorul american Ernest Hemingway, care sosise la Londra încă din martie pe post de corespondent al revistei Collier's Weekly (în locul soției sale) și se cazase la Hotelul Dorchester. Mary Welsh lucra atunci pe post de corespondent de presă al revistei Time și locuia în același hotel cu o colegă de cameră, iar Hemingway a rugat-o să ia prânzul împreună  și apoi a vizitat-o în cameră câteva nopți mai târziu, prilej cu care i-a relatat povești despre satul său natal, Oak Park, și la plecare i-a spus că vrea să se căsătorească cu ea. Jurnalista americană a presupus că el glumea și i-a replicat că ar fi „foarte prematur”. Cei doi au devenit prieteni apropiați, iar Martha Gellhorn (soția scriitorului), care a venit imediat la Londra după ce a aflat că Hemingway a avut un accident de mașină, a înțeles din comportamentul grosolan al soțului ei că mariajul lor urma să se încheie. Până la sfârșitul anului, Hemingway a alternat călătoriile pe câmpurile de luptă din Franța cu relația sa de dragoste cu Mary Welsh, consumată în camerele Hotelului Ritz din Paris.
Mary Welsh a depus cerere de divorț de jurnalistul Noël Monks în ianuarie 1945, dar procedurile judiciare s-au prelungit până în luna septembrie. În acest timp, Monks i-a scris o scrisoare pe 8 februarie 1945 în care i-a spus pe un ton sarcastic: „Nu știu dacă să te felicit sau să-mi pară rău pentru tine. Sunt sigur că trebuie să fii una dintre cele mai invidiate femei din toată lumea. Ai aruncat un șprot în mare și ai prins o balenă. [...] În toate săptămânile astea, m-am confruntat cu toți acești tipi și am socotit că te-ai săturat de ei. [...] Știu că nu aș putea niciodată să concurez cu domnul Hemingway. Nu aș putea să mă potrivesc nici în ceea ce privește barba lui.”.
Rănit în luptele din iarna anului 1944 la granița germano-belgiană, Hemingway s-a întors la New York și apoi în Cuba, unde Mary Welsh i s-a alăturat în mai 1945. Cei doi au avut un accident de mașină în luna următoare, în urma căreia scriitorul și-a rupt patru coaste și a suferit o rană la cap, iar Mary Welsh a dobândit o tăietură pe față. Prelungirea divorțului lui Mary Welsh a făcut ca divorțul lui Hemingway de Martha Gellhorn să fie înaintat abia în septembrie 1945, fiind pronunțat la 21 decembrie 1945.

### Călătorii

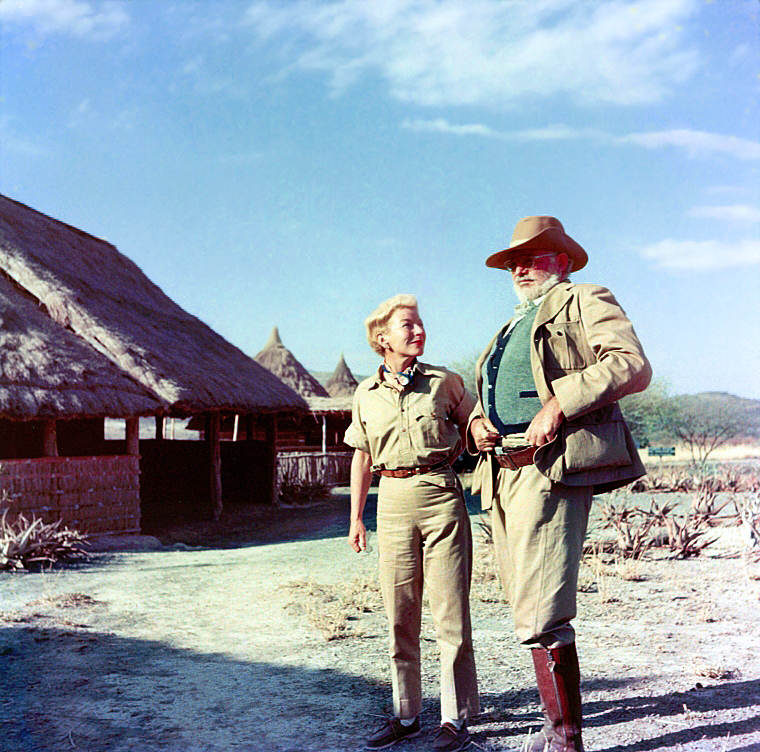
Mary și Ernest Hemingway în safari (1953–1954)

Mary Welsh s-a căsătorit cu Hemingway la 14 martie 1946, în cadrul unei ceremonii care a avut loc la Havana (Cuba). Temperamentele lui Welsh și Hemingway erau foarte compatibile unul altuia; în timp ce soția anterioară a lui Hemingway se simțea iritată de eforturile lui de a-și afirma dominația, Mary Welsh scria: „Nu am vrut să fiu egala lui Ernest. Am vrut ca el să fie Stăpânul, să fie mai puternic și mai inteligent decât mine; să-mi amintesc permanent cât de mare era el și cât de mică eram eu”. În august 1946 Mary Welsh a avut un avort spontan din cauza unei sarcini extrauterine.
După nunta lor, Mary Welsh și Ernest Hemingway au trăit mai mult de un an în Cuba, apoi au petrecut toamna și iarna anului 1947 în orășelul montan Ketchum din statul american Idaho, unde au luat parte la partide de vânătoare, au revenit în februarie 1948 în Cuba, unde Hemingway a scris romanul Islands in the Stream, și au călătorit în nordul Italiei (septembrie 1948 - aprilie 1949), în principal în orașele Veneția și Cortina d'Ampezzo, unde au vizitat locurile pe unde trecuse scriitorul în timpul Primului Război Mondial, au participat la vânătoare de rațe în mlaștinile Veneției și au schiat în Munții Dolomiți. După un șir de întâmplări mai puțin fericite (un flirt al lui Ernest cu o venețiancă de 18 ani pe nume Adriana Ivancich, ruperea piciorului lui Mary la schi în ianuarie 1949, infectarea cu erizipel a ochiului lui Ernest în martie 1949 și transportarea scriitorului la un spital din Padova), cuplul s-a întors în Cuba la sfârșitul lui aprilie 1949. În următoarele șase luni Hemingway a scris romanul Across the River and into the Trees, pe care l-a finalizat într-o cameră a Hotelului Ritz din Paris, unde călătorise cu Mary și cu agentul său literar, Aaron Hotchner. Cei trei au călătorit apoi în sudul Franței și la Veneția, apoi au revenit în Cuba în aprilie 1950.
Hemingway, care era tot mai bolnav, a finalizat în Cuba romanul Islands in the Stream și a început să scrie romanul Bătrânul și marea, timp în care Mary s-a ocupat cu treburile casnice. Moartea într-un interval scurt a mai multor apropiați (mama sa, fosta sa soție, Pauline, și editorul Charles Scribner III) au diminuat vitalitatea lui Hemingway, care și-a concentrat resursele în scrierea cărților. Succesul scrierilor și un avans considerabil din partea revistei Look pentru o serie de articole despre un safari în Serengeti au oferit ocazia soților Hemingway să călătorească în Europa și în Africa. Ei au părăsit Havana în iunie 1953 și au călătorit în Spania (unde au luat parte la Festivalul de la Pamplona), în Kenya, unde au luat parte la un safari ce a avut loc din septembrie 1953 până la 21 ianuarie 1954, când avionul cu care survolau zona cascadei Murchison s-a prăbușit în urma ruperii unui fir telegrafic, la Veneția, unde și-au recuperat sănătatea până în mai 1954, și apoi din nou în Spania. Soții Hemingway s-au întors în Cuba la 6 iunie 1954, unde, în luna octombrie, Ernest a primit vestea că i s-a decernat Premiul Nobel pentru Literatură. Sănătatea lui Hemingway s-a deteriorat tot mai mult, scriitorul alternând perioadele de scriere euforică cu cele de depresie severă.
În 1958, pe când se mai aflau încă în Cuba, Mary Welsh a avut o apariție cameo într-un rol nevorbitor, alături de soțul ei, în ecranizarea cinematografică a romanului Bătrânul și marea (1952) al lui Hemingway, care a fost realizată de John Sturges. În acel film Hemingway a interpretat rolul unui pescar bărbos care conversează cu alți pescari în cafeneaua cubaneză, iar Mary a apărut în rolul unei turiste americane.

### Moartea scriitorului
În ianuarie 1959, după răsturnarea regimului Fulgencio Batista în urma Revoluției Cubaneze, Ernest Hemingway a cumpărat o casă în orășelul montan Ketchum din statul american Idaho, de unde putea urmări în liniște evenimentele revoluționare din Cuba pentru care avea o mare doză de simpatie. Scriitorul a călătorit în Spania în vara anului 1959, timp în a început să aibă schimbări bruște de dispoziție care au înspăimântat-o pe Mary și i-au îndepărtat pe prietenii lor. În toamna și iarna anului 1959 și apoi în primăvara anului 1960 Hemingway a muncit din greu, scriind un număr mare de pagini, iar în vara anului 1960 a călătorit din nou în Spania, de această dată fără Mary, care a rămas la New York. Comportamentul scriitorului a devenit tot mai incontrolabil după întoarcerea lui la Ketchum și a impus internarea lui în Clinica Mayo în perioada noiembrie 1960 - ianuarie 1961 pentru a fi tratat cu electroșocuri de hipertensiune arterială, afecțiuni ale ficatului, paranoia și depresie severă. Hemingway a fost adus din nou la Clinica Mayo la sfârșitul lunii aprilie, după două tentative de suicid, pentru un nou tratament cu electroșocuri, dar a fost externat la 26 iunie 1961.
Mary Welsh a fost trezită în primele ore ale dimineții zilei de 2 iulie 1961 de un zgomot puternic și a descoperit că soțul ei s-a împușcat „complet deliberat” cu pușca lui preferată. Potrivit biografului James Mellow, Ernest Hemingway a coborât la ora 7 dimineața în subsolul casei sale din Ketchum, a descuiat dulapul unde-și ținea armele de vânătoare, a urcat pe scări în holul de la intrarea din față a clădirii și s-a împușcat cu „pușca cu două țevi pe care o folosise atât de des încât ar fi putut să-i fie un prieten”. Mary Welsh, ceilalți membri ai familiei și prietenii scriitorului au declarat inițial presei că moartea lui a fost „accidentală”, dar într-un interviu pe care l-a acordat presei cinci ani mai târziu văduva scriitorului a recunoscut că Hemingway s-a sinucis.

## Viața ulterioară
După sinuciderea lui Hemingway în 1961, Mary a devenit executorul său testamentar și a fost responsabilă pentru publicarea postumă a cărților A Moveable Feast, Islands in the Stream, The Garden of Eden și a altor creații literare. Ea i-a dăruit manuscrisul lucrării memorialistice A Moveable Feast Tatianei Kudriavțeva, o traducătoare din Uniunea Sovietică, care a reușit apoi să publice o traducere a cărții în limba rusă la scurt timp după apariția versiunii originale a cărții în limba engleză.
Mary Welsh Hemingway a scris o lucrare autobiografică intitulată How It Was („Cum a fost”), care a fost publicată de editura Alfred A. Knopf din New York în 1976. Mai multe detalii biografice despre Mary Welsh Hemingway sunt incluse în numeroasele biografii ale lui Ernest Hemingway, precum și în cartea The Hemingway Women a lui Bernice Kert.
În ultimii ei ani de viață, Mary Welsh Hemingway s-a mutat în New York, unde a locuit într-un apartament de pe 65th Street. A murit în urma unei boli îndelungate la St. Luke's Hospital pe 26 noiembrie 1986, la vârsta de 78 de ani. Prin testament, ea a cerut să fie înmormântată în cimitirul orășelului Ketchum, lângă Ernest Hemingway; mormintele celor doi soți se află în același cimitir.

## Galerie

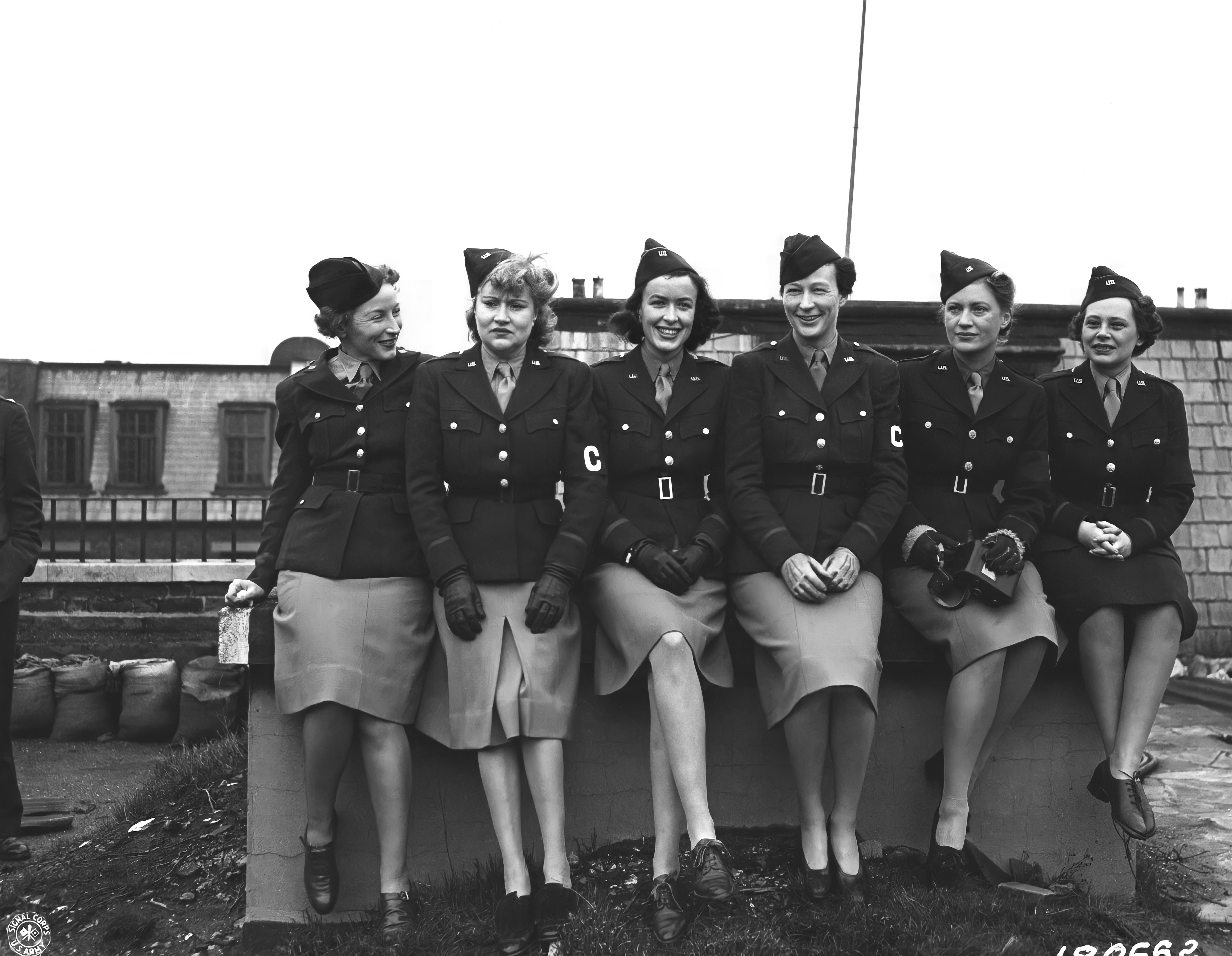
Șase corespondente de război ale U.S. Army în 1943. Mary Welsh este prima din stânga.
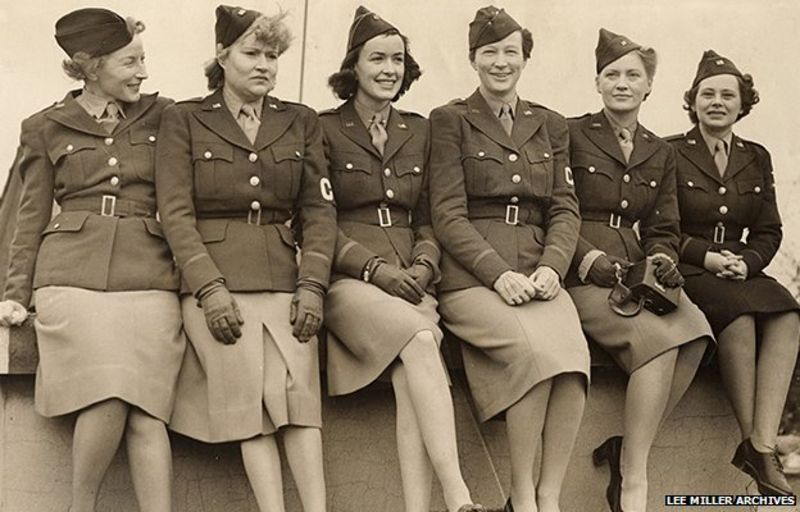
Șase corespondente de război ale U.S. Army în 1943. Mary Welsh este prima din stânga.